# Gabriela Medeiros
Gabriela Medeiros (São Paulo, 11 de julho de 2001) é uma atriz, modelo e poetisa brasileira. Ficou conhecida por ter integrado o elenco do remake de Renascer, com a personagem Buba.

## Biografia
Gabriela, nascida em São Paulo, iniciou a carreira no teatro aos 14 anos. Foi descoberta acidentalmente pela atriz Bárbara Paz em um ateliê na capital paulista, quando esta a filmou cantando. Antes de engatar a carreira artística, chegou a ser bacharelanda no curso de Psicologia e trabalhou também no mercado financeiro, mas seguiu o sonho de ser uma atriz.

### Vida pessoal
Gabriela é uma mulher transexual, tendo passado pelo processo de transição de gênero aos 18 anos. Ela contou em entrevista que desde criança sempre soube qual era a sua identidade, e que esta não representava a imagem que via refletida no espelho. Aos 18 anos de idade, iniciou o processo de redesignação sexual; como sabia que não teria apoio da família, fez tudo sozinha. Ao comunicar sua decisão aos familiares, não sofreu uma desaprovação aberta ou ameaça de expulsão de casa, mas estes se distanciaram dela. Ela diz, contudo, que tudo pelo que passou valeu a pena, ao comprar pela primeira vez roupas que sempre havia querido usar: "me senti liberta e finalmente de acordo comigo", declarou.

## Carreira artística
Em sua estreia na televisão, a atriz integrou o elenco da série Vicky e a Musa, exibida no Globoplay em 2023. Sua personagem, Dani, contracenou com os papéis dos atores João Guilherme e Nicolas Prattes.
Em 2024, participa da sua primeira novela como Buba, papel de destaque anteriormente vivido por Maria Luísa Mendonça, em Renascer, novela das nove da TV Globo. No remake da trama de 1993, Buba é uma mulher trans formada em psicologia que se envolve com José Venâncio (Rodrigo Simas), filho do protagonista José Inocêncio (Marcos Palmeira), e decide adotar o filho da garota de rua Teca (Lívia Silva).
Em junho de 2024, ela comentou que gostaria de fazer parte do elenco de uma trama de época, mencionando a novela das 18h da TV Globo Garota do Momento, ambientada na década de 1950. O trabalho seria uma homenagem para a avó da atriz, Irene, que está com 86 anos.

## Filmografia

### Televisão
| Ano       | Título         | Personagem              | Notas |
| --------- | -------------- | ----------------------- | ----- |
| 2023–2024 | Vicky e a Musa | Daniela (Dani)          |       |
| 2024      | Renascer       | Isabela Carvalho (Buba) |       |

## Prêmios e indicações
| Ano  | Premiação              | Categoria                         | Indicação | Resultado |
| ---- | ---------------------- | --------------------------------- | --------- | --------- |
| 2024 | Prêmio Geração Glamour | Atriz Revelação                   | Renascer  | Venceu    |
| 2024 | Prêmio Gshow           | Inovação                          | Renascer  | Indicada  |
| 2024 | Prêmio Gshow           | Melhor Casal (com Renan Monteiro) | Renascer  | Indicada  |
| 2024 | Prêmio Biscoito        | Protagonista do Vale              | Renascer  | Indicada  |